# Vitry-Laché
Vitry-Laché ist eine französische Gemeinde mit 101 Einwohnern (Stand 1. Januar 2022) im Département Nièvre in der Region Bourgogne-Franche-Comté (vor 2016 Bourgogne). Sie gehört zum Arrondissement Clamecy und zum Kanton Corbigny (bis 2015 Brinon-sur-Beuvron).

## Geographie
Vitry-Laché liegt etwa 40 Kilometer nordöstlich von Nevers am Rande des Morvan. Umgeben wird Vitry-Laché von den Nachbargemeinden von Guipy im Norden, Pazy im Nordosten, La Collancelle im Osten und Südosten, Bazolles im Süden und Südosten, Crux-la-Ville im Süden und Südwesten sowie Saint-Révérien im Westen und Nordwesten.

## Bevölkerungsentwicklung
| Jahr                       | 1962 | 1968 | 1975 | 1982 | 1990 | 1999 | 2006 | 2011 | 2016 |
| Einwohner                  | 180  | 202  | 155  | 147  | 137  | 129  | 131  | 104  | 83   |
| Quellen: Cassini und INSEE |      |      |      |      |      |      |      |      |      |

## Sehenswürdigkeiten
- Kirche Saint-Maurice von 1890